# Schineria nigriventris
Schineria nigriventris là một loài ruồi trong họ Tachinidae.